# IV округ Парижа

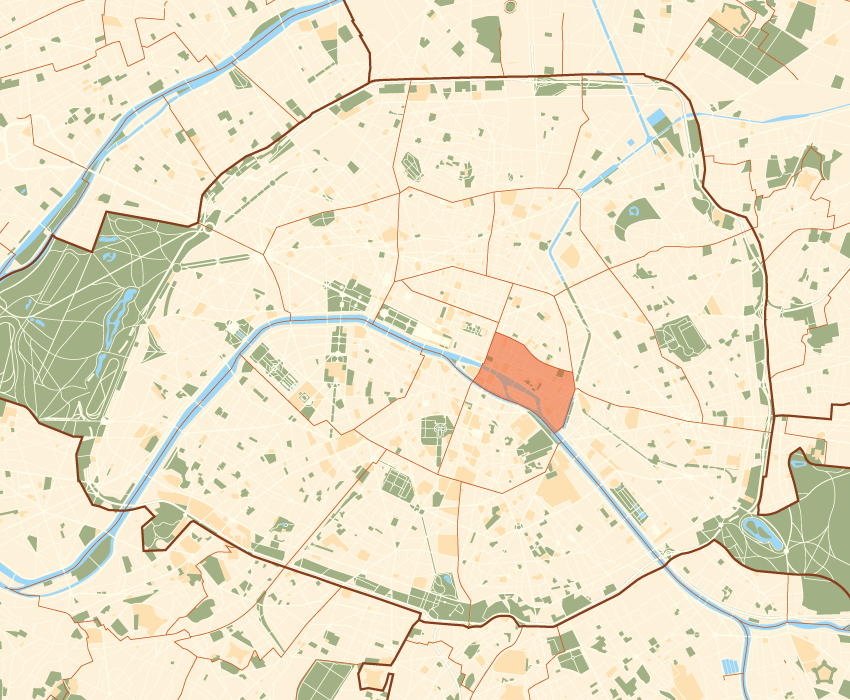
IV округ Парижа на карті

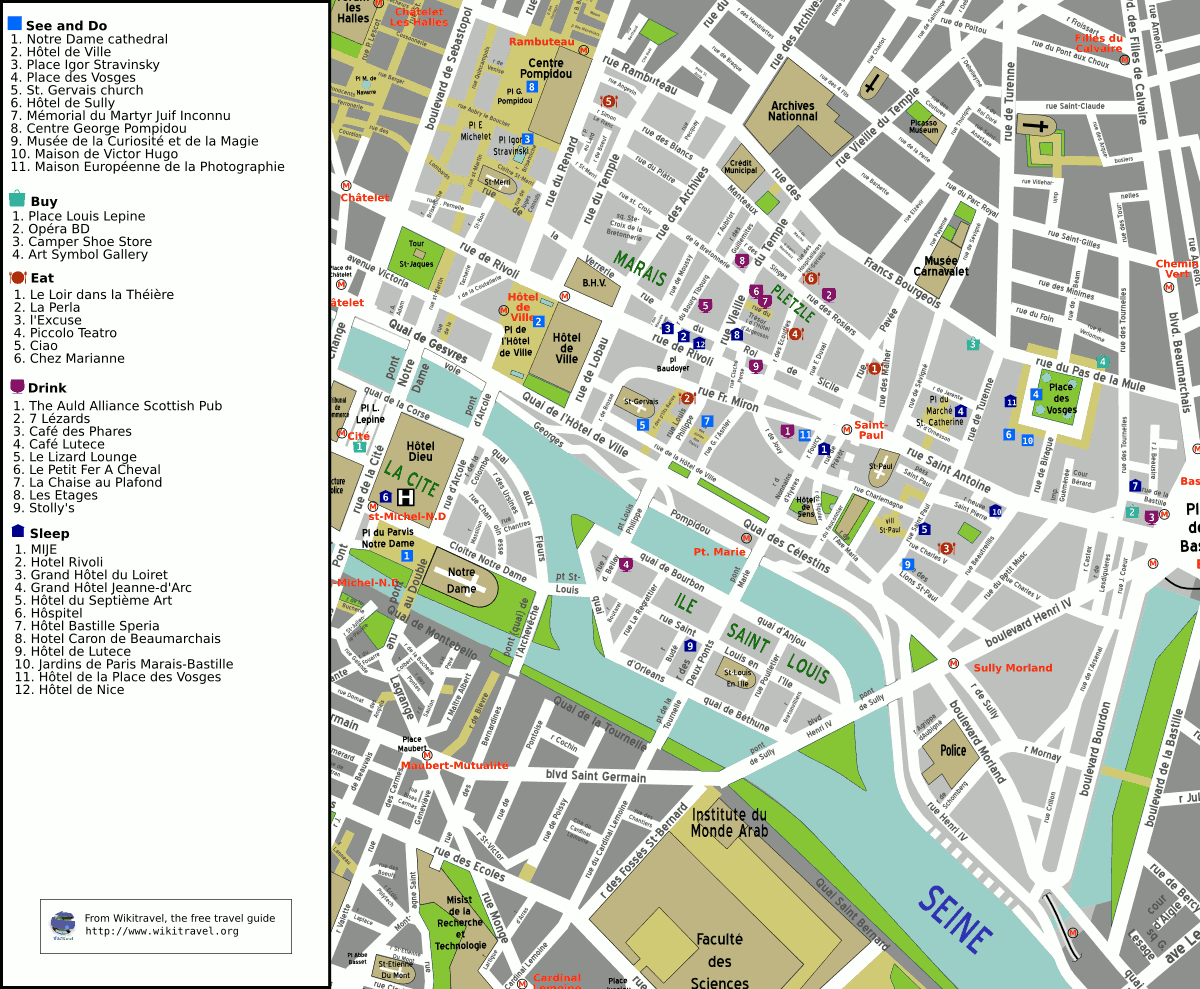
Карта IV округу

IV округ Парижа (фр. 4e arrondissement, Arrondissement de l’Hôtel de Ville) — один із 20 округів (arrondissements) столиці Франції. Площа округу становить 1,601 км² (18-а з 20).
Розташований на правому березі Сени. Межує на заході з І округом, на півночі — з ІІІ-м, на сході з XI-м та XII-м, а з півдня обмежується річкою Сеною та П'ятим округом.
Четвертий округ містить палац Отель-де-Віль періоду Відродження, найстарішу площу міста — площу Вогезів, сучасний Центр Жоржа Помпіду та жваву південну частину середньовічного кварталу Маре, відому як гей-квартал Парижа (менш пожвавлена північна частина Маре знаходиться в 3-му окрузі). Також до складу округу входять східні частини острова Сіте (включаючи Нотр-Дам-де-Парі) та Острів Сен-Луї.
4-ий адміністративний округ відомий старовинними будівлями, багатокультурним виглядом, невеликими вулицями, кафе й магазинами, але вважається дорогим та перенаселеним.

## Демографія
| Рік (національний перепис) | Населення | Щільність (осіб/км²) |
| -------------------------- | --------- | -------------------- |
| 1861 (максимум)            | 108 520   | 67 783               |
| 1872                       | 95 003    | 59 377               |
| 1936                       | 70 944    | 44 340               |
| 1954                       | 66 621    | 41 638               |
| 1962                       | 61 670    | 38 520               |
| 1968                       | 54 029    | 33 747               |
| 1975                       | 40 466    | 25 275               |
| 1982                       | 33 990    | 21 230               |
| 1990                       | 32 226    | 20 129               |
| 1999                       | 30 675    | 19 160               |
| 2006                       | 29 138    | 18 211               |

## Пам'ятки
- Квартал Маре
- Нотр-Дам на острові Сіте
- Центр Жоржа Помпіду
- Будинок-музей Віктора Гюго
- Башта Сен-Жак
- Отель-де-Віль (Мерія Парижа)
- Особняк Сюллі

### Площі, вулиці, мости
- Площа Бастилії
- Площа Отель-де-Віль (колишня Гревська площа)
- Площа Шатле
- Площа Вогезів
- Вулиця Ріволі
- Севастопольський бульвар
- Рю Сен-Антуан
- Рю Сен-Мартен
- Бульвар Бомарше
- Міст Міняйл
- Міст Нотр-Дам